# Saurita incerta
Saurita incerta är en fjärilsart som beskrevs av Walker 1856. Saurita incerta ingår i släktet Saurita och familjen björnspinnare. Inga underarter finns listade.